# Sesquisolfuro di fosforo
Sesquisolfuro di fosforo è il nome più comune del composto inorganico di formula P4S3. Il nome più corretto è trisolfuro di tetrafosforo. È uno dei due solfuri di fosforo di importanza commerciale. È un solido giallo, ma quando non è puro il colore del composto può essere verdino o grigio. Il composto fu descritto nel 1864 dal chimico francese Clément Georges Lemoine, e fu prodotto per la prima volta industrialmente nel 1898 dalla ditta Albright and Wilson. Viene usato per la produzione dei fiammiferi accendibili ovunque.

## Struttura molecolare
P4S3 è un composto molecolare; la molecola ha simmetria C3v e deriva dall'inserzione dello zolfo nella struttura tetraedrica di P4, lasciando intatto uno dei cicli P3. Le distanze P−S e P−P sono rispettivamente 209,0 e 223,5 pm. P4S3 e P4Se3 hanno la medesima struttura.

## Sintesi
P4S3 viene prodotto riscaldando a più di 180 °C una opportuna miscela di zolfo e fosforo rosso. In presenza di un eccesso di zolfo si forma invece P4S10. Il P4S3 grezzo viene quindi purificato per distillazione o per ricristallizzazione da toluene. Si stima che nel 1989 ne siano state prodotte 150 tonnellate.

## Reattività
P4S3 è il più stabile dei solfuri di fosforo, è un solido insolubile in acqua fredda, ma molto solubile in disolfuro di carbonio (100g in 100mL a 17 °C) e benzene (11,1 g in 100 mL a 30 °C). A temperatura ambiente non reagisce con l'acqua, a differenza degli altri solfuri di fosforo che vengono idrolizzati. Ad alta temperatura reagisce con acqua e vapore formando ossidi di fosforo e solfuro di idrogeno, H2S; quest'ultimo è particolarmente pericoloso in quanto tossico e infiammabile.
P4S3 è facilmente infiammabile per riscaldamento e per frizione. Per combustione in aria produce fumi tossici di diossido di zolfo, SO2.

## Usi
Una miscela 1:2 di P4S3 e clorato di potassio, KClO3, insieme ad altri materiali, è usata nella testa dei fiammiferi accendibili ovunque.